# Flex (entreprise)
Pour les articles homonymes, voir Flex.
Flex (anciennement Flextronics) est une importante société d'origine américaine spécialisée dans la sous-traitance de la fabrication d'équipements électroniques. La société reprend très souvent des sites de fabrication appartenant à des grands groupes de l'industrie de l'informatique, des télécommunications, de l'automobile, de l'électronique grand public ou médicale, comme Alcatel, Bosch, Casio, Dell, Ericsson, ou Motorola.

## Historique
- 1990 - Création de la société
- 2003 - Accord avec Xerox au Brésil et acquisition de Microcell
- Janvier 2004 - Acquisition de Jr Paulista au Brésil
- Mai 2004 - Accord avec Teliasonera
- Juin 2004 - Accord avec Nortel d'externalisation de sa production mondiale
- Octobre 2004 - Acquisition de 55 % de Hughes Software Systems
- Août 2005 - Transfert de propriété de l'usine de Nortel à Chateaudun en France
- Juillet 2006 - Accord d'externalisation avec Juniper Networks
- Août 2006 - Accord d'externalisation avec Kodak (conception, production, distribution de ses caméras numériques pour le grand public)
- Juin 2007 - Acquisition de la multinationale Solectron (en)[3]
- Décembre 2010  - Acquisition de l'usine de Stryker Médical de L'Islet (Canada). En 2011, l'entreprise annonce la fermeture du site d'ici 2 ans dans le cadre d'une délocalisation au Mexique[4]. L'usine a été reprise en 2012 par Umano Medical, une entreprise créée par quatre anciens dirigeants de l'usine[5].
- Juillet 2015 - Flextronics annonce que l'entreprise change de nom pour Flex.

## Activités
Flextronics possède des unités de fabrication dans une trentaine de pays. La majorité de sa capacité de production est située dans les pays à faible coût de main d'œuvre comme le Brésil, la Chine, la Hongrie, l'Inde, la Malaisie, le Mexique, la Pologne et l'Ukraine.
La société propose à ses clients de réaliser des économies d'échelle, de bénéficier d'un approvisionnement proche de leurs principaux débouchés commerciaux partout dans le monde et de la structure logistique générale de Flextronics.

## Stratégie d'acquisitions

### Incidences pour les employés externalisés
Dans les pays à coût de main-d'œuvre élevé, le transfert des activités de l'entreprise cliente vers le sous-traitant se traduit souvent après quelque temps par des restructurations et, pour les salariés transférés, par des plans sociaux (départs volontaires, reclassements dans d'autres unités du groupe, licenciements secs, départs en préretraites...), la délocalisation progressive des activités et à terme la fermeture du site.

### Flextronics en France
- Flextronics acheté en Juin 1999[6] entreprise Finlandais Kyrel EMS Oyj qui possédé une usine en France a Lunéville. Lors de l'achat, cette unité de production comptait environ 450 salariées et il travaillait principalement comme sous-traitant de Nokia et Alcatel. En Septembre 2001 Flextronics annonce la fermeture de site et propose des mutations sur site de Laval[7],[8].
- L'ancienne unité de fabrication des téléphones mobiles Alcatel située à Laval (Mayenne) en France a été vendue en 2001 à Flextronics. Il comptait alors 830 salariés. Lors d'un comité d'entreprise, le nouveau propriétaire a annoncé en octobre 2005 son intention de fermer le site, qui n'employait alors plus que 500 personnes. Les licenciements ont débuté en novembre et se sont achevés dans le courant de l'année 2006[9].

- L'ancienne usine de Matra, Nortel-Matra puis Nortel à Châteaudun a finalement été reprise par Flextronics en août 2005. L'unité était spécialisée dans l'intégration et la production d'équipements électroniques, notamment des stations de base pour la téléphonie mobile. Une procédure de "Plan de sauvegarde de l'emploi" (PSE) a été engagée en avril 2007[10]. Les premières lettres de licenciements ont été reçues en juin 2007. En septembre 2007, la fermeture de l'usine était annoncée. En phase terminale, environ 510 personnes y travaillaient: 360 emplois en contrat à durée indéterminée et 150 intérimaires[11].

- L'unité de production de Saint-Étienne anciennement localisée rue Necker a déménagé en 2007 rue Cassin dans la commune voisine de La Talaudière et a été cédée au groupe italien Pufin à la fin de l'été 2010. L'usine a été renommée Elifrance et s'est dotée d'une ligne d'assemblage de panneaux photovoltaiques[12]. Finalement, L'usine a été liquidée en septembre 2015 alors qu'il ne restait plus que 100 employés[13].

- À Canéjan, l'usine Solectron rachetée en 2007 a été fermée la même année, 540 licenciements[14],[15].

## Actionnaires
Liste des principaux actionnaires au 28 novembre 2021 :
| Capital Research & Management                           | 12,6 % |
| PRIMECAP Management                                     | 11,8 % |
| Fidelity Management & Research                          | 8,75 % |
| Wellington Management                                   | 8,52 % |
| Artisan Partners                                        | 7,96 % |
| Janus Capital Management (en)                           | 4,68 % |
| AllianceBernstein (en)                                  | 4,01 % |
| Capital Research & Management (International Investors) | 3,72 % |
| Victory Capital Management                              | 3,58 % |
| Lyrical Asset Management                                | 2,97 % |